# Гнатів Володимир Володимирович
Володимир Володимирович Гнатів (нар. 14 квітня 1954, с. Гончарівка Монастириського району Тернопільської області, Україна) — український вчений у галузі медицини, доктор медичних наук (2006), професор (2008), завідувач кафедри анестезіології та інтенсивної терапії Тернопільського національного медичного університету.

## Життєпис
Закінчив Івано—Франківський державний медичний інститут у 1977 році.
Проходив інтернатуру з анестезіології у м. Луцьку (1977—1978), працював анестезіологом у м. Монастириську Тернопільської обл. (1978—1984), навчався у клінічній ординатурі з анестезіології у м. Харкові (1984—1986), працював анестезіологом у ЦРЛ Московського р—ну м. Харкова (1984—1990), начмедом у ЦРЛ Шевченківського р—ну м. Харкова (1991), асистентом кафедри хірургії з курсом анестезіології у Тернопільському державному медичному інституті (1992—1994), доцентом (1994—2008), професором (2008—2017), завідувачем кафедри анестезіології та інтенсивної терапії ТНМУ (від 2017 року).
Член асоціації анестезіологів України.

## Наукова діяльність
У 1988 році захистив кандидатську дисертацію на тему «Нарушения кислородного бюджета и его коррекция при экзотоксическом шоке, обусловленном отравлениями психофармакологическими средствами и фосфорорганическими инсектицидами (клинико-экспериментальное исследование)».
У 2006 році захистив докторську дисертацію «Системний і реґіонарний кисневий баланс та периопераційна інтенсивна терапія при ускладнених формах виразкової хвороби шлунка і дванадцятипалої кишки (клініко—експериментальне дослідження)».
Розробив методику досліджень кисневого бюджету (надходження, транспортування, споживання кисню) з діагностикою гіпоксій (легеневої, гемічної, циркуляторної, інтегрального показника кисневої недостатності, тканинної), з допомогою якої проводив дослідження у хворих та експериментальних тваринах при екзотоксичному шоці, зумовленому отруєннями фосфор-органічними інсектицидами та психофармакологічними препаратами.
Провів дослідження особливостей порушень кисневого балансу (системного та регіонального) у хворих на виразкову хворобу шлунка та дванадцятипалу кишку, у складнену пенетрацєю, прободінням, стенозуванням, кровотечею у клініці та в експерименті.
Запропонував ефективний спосіб лікування післяопераційної паретичної кишкової непрохідності та виразкової хвороби шлунка і дванадцятипалої кишки безперервною тривалою шлунковою оксигенотерапією.

## Доробок
Автор і співавтор понад 140 наукових праць, 4-х підручників, та посібників, 4-х монографій, має 7 патентів на винаходи.

### Окремі праці
- Бабійчук Г. А. ГИПОТЕРМИЯ В ЛЕЧЕНИИ ОСТРЫХ ОТРАВЛЕНИЙ / Г. А. Бабийчук, В. А. Аркатов, Ю. Н. Арцыбушев, В. В. Гнатив // Киев, «Наукова думка», 1990. – 127 с.(Монографія).
- ТЕРМІНАЛЬНІ СТАНИ. РЕАНІМАЦІЯ ТА ІНТЕНСИВНА ТЕРАПІЯ. Ковальчук Л. Я., Гнатів В. В., Бех М. Д., Панасюк А. М. Мультимедійний компакт-диск. Тернопіль, 1999 р.
- Ковальчук Л. Я., Гнатів В. В., Бех М. Д., Панасюк А. М. АНЕСТЕЗІОЛОГІЯ, РЕАНІМАЦІЯ ТА ІНТЕНСИВНА ТЕРАПІЯ НЕВІДКЛАДНИХ СТАНІВ. Навчальний посібник. // Тернопіль, «Укрмедкнига», 2003. – 324 с.
- Чонка І. І. ХІРУРГІЧНІ УСКЛАДНЕННЯ ЦУКРОВОГО ДІАБЕТУ// Чонка І. І., Беденюк А. Д., Гнатів В. В. / Тернопіль, «Укрмедкнига», 2012. – 135 с. (Монографія)
- BASICS OF ANESTESIOLOGY AND INTENSIVE CARE. Підручник для англомовних студентів / Л. Я. Ковальчук, В. В. Гнатів, О. В. Олійник, І. В. Чепіль, О. І. Костів // Тернопіль, «Укрмедкнига», 2014. – 219 с.
- ЕКСТРЕНА ТА НЕВІДКЛАДНА МЕДИЧНА ДОПОМОГА. Посібник для лікарів-інтернів з підготовки до складання ліцензійного іспиту «Крок-3» // Банадига Н. В., Бегош Б. М., Гнатів В. В. та ін. Тернопіль ТДМУ, «Укрмедкнига» 2017 – 383 c.
- Особливості застосування ксенодермотранспланації у системній корекції морфофункціональних змін внутрішніх органів на тлі політравми / Підручна С. Р., Гнатів В. В., Ничик Н. А. та ін.//  Тернопіль, ТДМУ, 2018 – 317 с.
- Інфузійно–трансфузійна терапія в хірургії: МЕТОДИЧНА РОЗРОБКА / Ковальчук Л. Я., Гнатів В. В., Бех М. Д. // – Тернопіль, 1994. – 17 с.
- Корекція зрушень водно-сольового та кислотно-основного балансу: МЕТОДИЧНА РОЗРОБКА / Ковальчук Л. Я., Гнатів В. В., Бех М. Д. // Тернопіль, 1994. – 10 с.
- Гнатів В. В. Системне та регіонарне забезпечення і споживання кисню тканинами шлунка при оперативному лікуванні виразкової хвороби // Здобутки клінічної та експериментальної медицини. Т.: Укрмедкнига, 1998. – С. 223-226.
- Гнатів В. В. Спосіб безперервної тривалої шлункової оксигенотерапії (аутоексперимент) // Експериментальна. та клінічна фізіологія і біохімія. – 2003. - № 1. – С.66-70.
- Гнатів В. В. Спосіб дослідження кисневого балансу // Біль, знеболювання і інтенсивна терапія. – 2003. - № 1. – С.22-28.
- Грип А/Н1N1 на Тернопіллі. Клініко-патофізіологічні аспекти ускладнень та інтенсивної терапії /Л. Я. Ковальчук, В. В. Гнатів, О. І. Куйбіда // Інфекційні хвороби. –2010 -  № 1. - С.18-23.
- THE ROLE OF HYPOXIA AND PROTON MECHANISM OF PARIETAL CELLS IN THE OCCURENCE OF STRESS-INDUCED AND PEPTIC ULCERS: PROTECTIVE AND THERAPEUTIC EFFECT OF GASTRIC OXYGEN THERAPY/Ya.I. Honskyi, V.V. Hnativ, D.O. Pereviznyk// Медична хімія. – 2016. –Т. 18, № 4. – с. 100-104.
- Гнатів В. В. Істинне утоплення в прісній воді та серцево-легенева реанімація в експерименті / В. В. Гнатів, Н. Я. Вега, О. П. Сорокін // Pain, anaesthesia & intensive care. - 2017. - № 3(80). - Р. 133.
- Гнатів В. В., Солтані Р. Е. Особливості порушень кисневого балансу у хворих на синдром обструктивного апное сну на етапі артеріалізації крові організмом. PAIN, ANAESTHESIA&INTENSIVE CARE. 2020.-N 1 (90) – C. 65-66.
- Гнатів В. В., Тис О., Томечек М. Особливості застосування інфузійної терапії у хворих з політравмою. Здобутки клінічної та експериментальної медицини (збірник). -  2020.
- Гнатів В., Лучинець Р., Войтюк В. Особливості застосування пропофолового наркозу в експерименті на щурах. Здобутки клінічної та експериментальної медицини (збірник). -  2020.